# Stora & små mirakel
Stora & små mirakel (frei übersetzt Große und kleine Wunder) ist ein schwedisch-norwegischer Kurzfilm von Marcus Olsson aus dem Jahr 1999, für und mit dem er für einen Oscar nominiert war.

## Inhalt
Tore Tranåker, der Dorfpfarrer, an dessen Gottesdiensten die Gemeindemitglieder nur spärlich teilnehmen, wird an einem Sonntag im Dezember davon überrascht, dass er zu einem Abgesandten des Vatikans gerufen wird. Dieser erläutert ihm, dass er gekommen sei, um ein Kind aus der Gemeinde zu testen, das über außergewöhnliche Kräfte verfüge. So sei es dem Vatikan zugetragen worden. Es handelt sich um Kalle, den kleinen Sohn eines Bauernehepaares, das zur Pfarrei des Pfarrers gehört. Auf den Jungen sei man aufmerksam geworden im Zusammenhang mit einer Reihe unerklärlicher Ereignisse. 
So nimmt der Pfarrer seinen Besucher mit auf den Bauernhof des Ehepaares in der Überzeugung, dass alles in Ordnung sei. Schon bald jedoch kommt er zu einer völlig anderen Einschätzung und sucht nach einem Weg, Kalle vor einem Leben in Rom zu bewahren, gerade weil der Junge besondere Fähigkeiten zu haben scheint. 
Als das Auto des Pfarrers mitten im Winter sofort anspringt, was es sonst nie getan hat, sieht er darin ein Wunder und ein Zeichen von oben, den richtigen Weg eingeschlagen zu haben.

## Produktionsnotizen, Veröffentlichung
Produziert wurde der Film vom Dramatiska Institutet, vertrieben von Atom Films.
Premiere hatte der Film am 15. Oktober 1999 in Schweden, am 19. Oktober 1999 wurde er auf dem Uppsala International Short Film Festival vorgestellt. Der internationale Titel des Films lautet Major and Minor Miracles.

## Auszeichnungen
- Uppsala International Short Film Festival 1999: Marcus Olsson Zweiter Preis für und mit dem Film
- Academy Awards, USA 2000: Marcus Olsson nominiert für den Oscar in der Kategorie „Bester Kurzfilm“[2]